# Бережонка
Бережонка (укр. Бережонка) — село в Баниловской сельской общине Вижницкого района Черновицкой области Украины.
Население по переписи 2001 года составляло 944 человека. Почтовый индекс — 59224. Телефонный код — 3730. Код КОАТУУ — 7320583502.